# Medicina tradicional andina

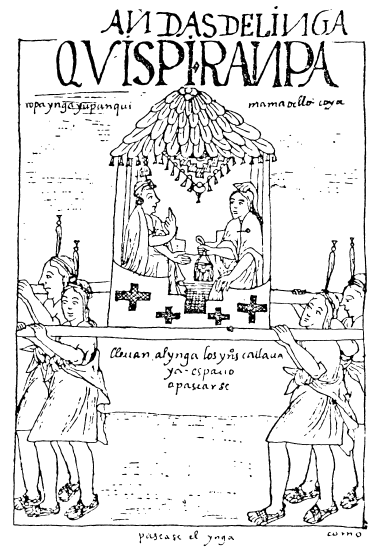
Curanderos Kallawayas llevando en silla al Inca Tupak Yupanqui y a su esposa Mama Occlo-Coya a la corte de Cuzco, por el año 1600. Dibujo de Felipe Guamán Poma de Ayala

La medicina tradicional andina es la medicina originaria de la región andina. Sustenta la salud en el equilibrio cálido/frío y el pensamiento animista del mundo. Su metodología es parte de explicar el sentido holístico de la vida. Los agentes tradicionales de salud asumen su rol como un don divino y basan su intervención en la restitución del equilibrio con rituales y plantas medicinales. Así como los pueblos tradicionales de los Andes desde Colombia hasta Chile son extremadamente variados, su cosmovisión y su sistema de salud presentan múltiples matices. Destaca entre ellas la farmacopea Kallawaya, una de las más grandes del mundo y base para que la UNESCO haya declarado patrimonio cultural de la humanidad a la cultura Kallawaya en 2003.
A lo largo de siglos de existencia, las diferentes culturas andinas desarrollaron una serie de conocimientos y prácticas para conservar y recuperar la salud de sus miembros. Muchos de esos conocimientos y prácticas provienen de épocas anteriores al Imperio inca; otros – difíciles de identificar y separar del conjunto – deben haber nacido de las culturas originarias pre-incaicas de lo que hoy corresponde los Andes peruanos desde la época de la civilización caraly en el caso de Bolivia como la kallawaya. Además, después de la conquista, la introducción de especies traídas de otros continentes ha incrementado la variedad del uso de plantas medicinales; así, por ejemplo, los curanderos kallawayas incorporaron al menos 29 especies exóticas a su ya vasta farmacopea.
Todos ellos han permanecido en el tiempo a causa de su utilidad y eficiencia puesto que toda sociedad, independientemente de su origen, desecha tarde o temprano aquello que no le es útil para la vida en sociedad. Los elementos provenientes de las tres vertientes (quechua – aimara; hispana; pre-hispana septentrional) conforman un sistema dinámico, flexible y maleable, pero además eficiente.
Como todo sistema, el fundamento del sistema de salud andino contemporáneo es una concepción o representación de lo que es estar sano o tener salud, que integra dos elementos claves: la condición individual y la condición colectiva.

## La salud como condición individual
El “estar bien” (en quechua: allin kay), como condición individual,  significa que una persona está en un estado de equilibrio físico y emocional según su edad y sexo. Este parámetro no tiene una norma cuantitativa, física o biológica, sino más bien corresponde a la idea que la sociedad andina tiene sobre lo que es el “modelo” de un hombre, una mujer, un niño, un anciano, etc.
Dependiendo de ese “modelo” de cada edad y sexo, el “allin kay” se expresa en una fisonomía robusta, la capacidad de actuar (es decir, de hacer las cosas que corresponden según la edad y el sexo), y una emotividad y expresividad serena, abierta y optimista.

## La salud como condición colectiva
El segundo de los elementos que integran la concepción de salud, alude a una condición colectiva. Así, el estar sano, no solo tiene que ver con “estar bien”, sino como “vivir bien” (en quechua: allin kaway). Es decir vivir de acuerdo y con estricto cumplimiento de los principios éticos de la vida comunitaria. En otras palabras, si se respetan las jerarquías (adulto-niño; hombre-mujer; anciano-adulto, etc.), si se respetan los roles (marido-mujer; hijo-padre; compadre-ahijado; etc.), si se respeta la pacha mama; si se mantiene una acción solidaria según las normas comunitarias, (minqas, prestamanos, ranti ranti, etc.), y se cumple con las normas y preceptos religiosos (independientemente de cuál sea la religión que se profesa), entonces se “vive bien” en la comunidad.

## Las interrelaciones
Las dos condiciones son interdependientes y se influyen mutuamente. Para que una persona esté sana, la comunidad debe estarlo también; las dos condiciones deben darse simultáneamente para hablar de un estado de salud. Es decir que, si una persona rompe las normas de la convivencia colectiva, no podrá tener un estado de bienestar individual. De la misma forma, si este estado individual no existe, afecta al buen vivir colectivo.
Las entidades naturales, sociales y sobrenaturales actúan unas sobre otras y generan reacciones positivas o negativas que influyen a nivel individual y a nivel comunitario. Por ejemplo, si una persona pasa por un lugar que tiene energías negativas (una quebrada o un entierro) se produce una afectación de su equilibrio espiritual. Al estar en este estado negativo, la persona generará una influencia negativa sobre su entorno familiar y comunitario.
En el caso contrario, si la madre tierra está enferma por haber sido maltratada por sus hijos, ese estado influirá en todos los demás seres vivos, incluyendo las personas y generando su malestar.

## El concepto de la enfermedad
A la par que el sistema de salud se sustenta en una concepción acerca de esta condición de bien estar individual y colectivo interdependientes, su otro pilar es la concepción acerca de lo que es la enfermedad.
En el caso del sistema andino contemporáneo del los Andes septentrionales del Ecuador, esta concepción integra tres condiciones.
- La enfermedad como una alteración orgánica producida por condiciones físicas negativas, como pueden ser la mala alimentación, el clima, accidentes, contaminación, intoxicación y malos hábitos en general.  Enfermedades de este tipo son la debilidad, lesiones, y alteraciones de los sistemas (respiratorio, reproductivo, circulatorio, nervioso, etc).
- La enfermedad como alteración psicosocial producto de las malas relaciones interpersonales, prácticas de hábitos exógenos a la comunidad, irrespeto de valores y normas de conducta, específicamente las referidas a jerarquías sociales. Enfermedades de este tipo son el enojo, iras, riñas, pena, sufrimiento y libertinaje sexual.
- La enfermedad como alteración espiritual, generada por mala energía de personas, entidades de la naturaleza o entidades espirituales que afectan el espíritu. Entre ellas está el mal aire (huairashca), espanto, llanto continuo, insomnio, cogida del cerro, del arco iris, pegado del supai, maligno, hechizo (brujushca), maleado.

De manera distinta a lo que ocurre con la concepción de salud en que las condiciones que permiten decir que una persona está sana son interdependientes y no pueden darse la una sin la otra, en el caso de la concepción de las enfermedades lo que se establece es una tipología de enfermedades dependientes de las causas que la originan. Así, una persona puede tener una enfermedad de origen sobre natural, aunque su condición orgánica se encuentre bien.
Comprender la manera en que la sociedad quichua entiende la salud y enfermedad permite asimilar el complejo pero a la vez fluido conjunto de prácticas orientadas a conservar o restaurar la salud, es decir, de prácticas preventivas y curativas puestas en acción por los agentes del sistema mediante una serie de procedimientos de diagnóstico, tratamiento, evaluación y resolución de los casos, que involucran recursos naturales y de origen industrial o de manejo de las fuerzas sociales y sobrenaturales.
En la concepción de los pueblos nativos de los Andes del sur de Bolivia, en el tratamiento, la enfermedad o padecimiento se desplaza, es decir, no desaparece sino que se trata de que la enfermedad se vaya, desaparezca de la persona enferma y se desplace a otro lugar, a otro animal, a otra persona o a otra comunidad.

## Los agentes de salud
En cuanto a los agentes de salud es importante anotar que en el sistema andino contemporáneo coexisten de manera armónica tanto los agentes endógenos (yachaccuna, sobadores, hierbateros/naturistas, parteras y cuypichaccuna), con los exógenos (médicos, enfermeros y auxiliares de salud). El sistema permite que, una vez realizado un pre-diagnóstico por parte del propio enfermo y su entorno familiar inmediato, se establezca a cuál agente se debe acudir. Es entonces cuando el agente elegido realiza un diagnóstico preciso y establece los procedimientos a seguir, incluyendo la referencia a otro agente.
Lo importante en este sistema de referencia es que el agente endógeno puede –y de hecho lo hace con relativa frecuencia – remitir al paciente al agente exógeno, cuando considera que la enfermedad puede ser tratada de mejor manera por ellos. Este sistema de referencia no ocurre en sentido inverso (Ecuador – 2008), ya que la carga de prejuicios, estereotipos y desconocimiento de los agentes del sistema de salud oficial impide que se acepte a los agentes endógenos, a sus conocimientos y prácticas como válidas.
Similar situación ocurre en cuanto a los procedimientos y recursos empleados para restablecer la salud. Mientras que los agentes endógenos hacen uso de toda la gama de opciones que tienen a su disposición, incluyendo los recursos de origen industrial, los agentes exógenos se limitan mucho más en el uso de los recursos, privilegiando aquellos medicamentos industriales y solo eventualmente echando mano de otros no procesados (infusiones y emplastos principalmente).

## Los médicos tradicionales

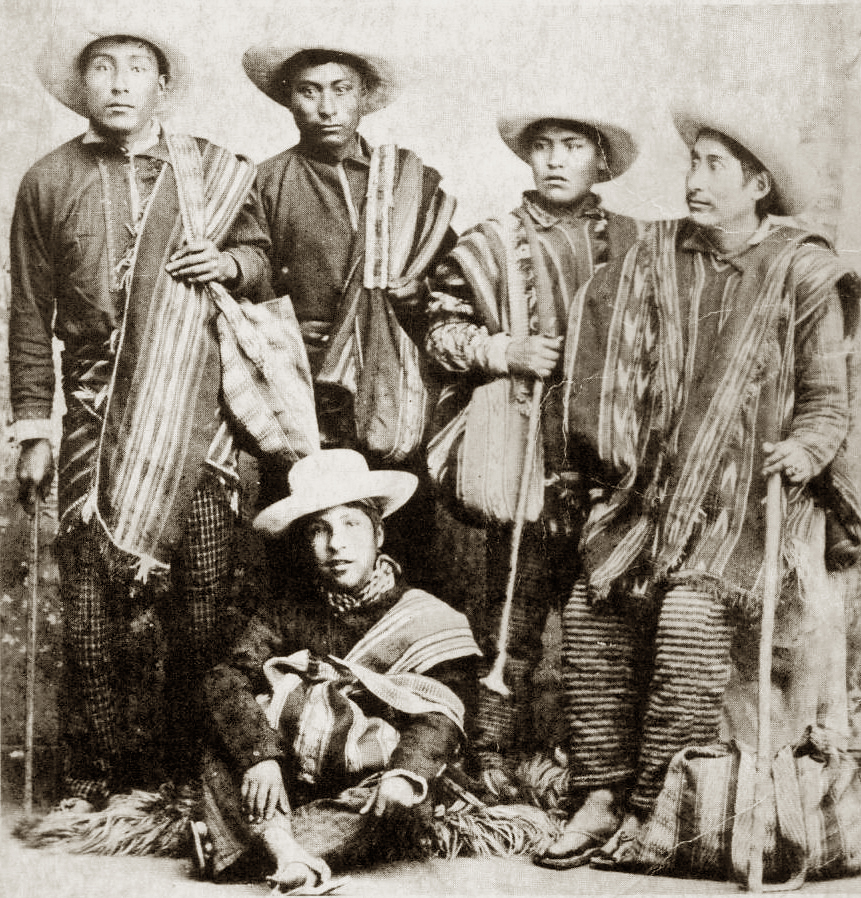
Grupo de curanderos kallawayas de la comunidad Canlaya, cerca de Charazani, Bolivia. La foto es de cerca de 1888 y corresponde al viaje que hicieron a Panamá para combatir una epidemia de malaria extendida entre los trabajadores que construían el canal. El uso de la corteza de quina (Cinchona calisaya) y otras hierbas llevadas desde Bolivia derivó en un gran éxito en el control de la enfermedad y el consiguiente prestigio internacional de los curanderos kallawayas.

La Sociedad Boliviana de Medicina Tradicional (SOBOMETRA) se fundó en la ciudad de La Paz, Bolivia en 1965 y fue reconocida legalmente el 10 de enero de 1984. Su propósito fue legalizar la medicina tradicional en el país. En ese sentido, fue la primera y más antigua institución en América Latina y el Caribe. Fue dirigida por el kallawaya y biomédico Walter Álvarez Quispe por más de dos décadas. A partir del año 2000, SOBOMETRA se empezó a fragmentar dando lugar a más de 200 instituciones distribuidas por toda Bolivia. Esta experiencia se ha extendido a otros países latinoamericanos.
La variedad de corrientes en medicina tradicional andina se puede apreciar en la siguiente lista: 
- los aysiris, médicos tradicionales espiritistas, que se consideran designados por la naturaleza y las deidades a través del rayo. Responsables de los rituales fundamentales del año calendario: solsticios y equinoccio;[9]
- los cahuayos, que son videntes;
- los capachiquiras, vendedores de plantas medicinales y que realizan mesas rituales;[7]
- los curanderos
- los herbolarios, que solo venden productos medicinales;[7]
- los hueseros, médicos tradicionales encargados de la curación y tratamiento de los huesos;[9]
- los jampiris, médicos tradicionales herbolarios y ritualistas. A través de la interpretación de la coca, determinan la enfermedad, así como el momento del día en que debe efectuarse la curación, y los elementos a utilizar;[9]
- los kallawayas, originarios de la actual Bolivia, los yatiris y los jampiris, efectúan parte de sus tratamientos con limpias, y ceremonias con sacrificio de animales;[7]
- los layq´as o brujos, son malignos y su oficio es hacer caer la maldición sobre determinada persona. Usan el arte de la magia negra;[9]
- los materos, que realizan sus tratamientos a base de infusiones;[7]
- los naturistas;[7]
- las parteras/os, generalmente son mujeres, encargadas de la atención y cuidado del embarazo, parto y puerperio en las comunidades.;[9]
- los qhaqory, médicos tradicionales que a través de los masajes y de los ejercicios determinan la curación de la enfermedad de cualquier punto en la anatomía humana, considerando la integridad y la particularidad de cada uno de los órganos.[9]
- los yatiris (sabios) conocedores del futuro, analizan las causas de la enfermedad, las circunstancias que han llevado a las personas a ser arrebatadas por los demiurgos. Hacen el diagnóstico aconsejando el medicamento o lo que debe evitarse o prevenirse para no caer en la enfermedad. Destruyen la maldición y liberan al enfermo de la maldición que lo encadena,[9] los yatiris y los jampiris, que realizan sus curaciones a través de ceremonias rituales, realizan ofrendas y aplican sus conocimientos de plantas medicinales;[7]
- los yerberos, médico tradicional con profundo conocimiento de las plantas medicinales, sus propiedades terapéuticas y correcta aplicación;

El médico tradicional, cuando es requerido, busca integrarse a la familia y a la comunidad del enfermo, comparte con ellos la comida e incluso algunas veces permanece en la vivienda durante un tiempo. De esta forma, busca restablecer el equilibrio perdido entre el individuo, su entorno social y sobrenatural. No se trata solo al enfermo, sino a toda la familia.

## Las plantas medicinales
En las investigaciones desarrolladas entre 2006 a 2008 en la sierra sur del Ecuador, se detectaron ciento treinta y una especies vegetales utilizadas con fines medicinales, preventivos y curativos. Sin embargo, en 1987, Girault reporta más de 900 especies utilizadas por los kallawayas en Bolivia, distribuidas en diferentes ecosistemas.
La amplia variedad de especies empleadas por los agentes de salud endógenos en el mundo andino, así como la variedad en sus usos y aplicaciones, demuestra que las fuentes de recursos medicinales de este grupo sociocultural es un patrimonio colectivo gestado a través de la experiencia, la sistematización y la demostración, condiciones básicas del conocimiento.
El cactus de San Pedro (Echinopsis pachanoi) se utiliza hasta el presente como parte del curanderismo norteño, especialmente en los rituales de la mesa norteña de la costa y sierra norte de Perú, y el sur de Ecuador. Desde el 14 de noviembre de 2022, esta tradición de uso es Patrimonio Cultural de la Nación en Perú.